# Nissan President
O President é um sedã de luxo fabricado pela Nissan, entre 1965 e 2010, no Japão. Focado exclusivamente para o mercado nipônico, o President também foi vendido em alguns territórios como Singapura nos anos 90.
Nos Estados Unidos, foi vendido pela divisão de luxo da Nissan, a Infiniti, com o nome Q45 entre 1989 e 2006, tendo o Acura Legend e o Lexus LS como seus principais concorrentes. No Japão, seu maior concorrente sempre foi o Toyota Century, na classe de veículos executivos - normalmente voltados à utilização governamental.

## Galeria
- Primeira geração (1965-1990)
- Segunda geração (1990-2002)
- Terceira geração (2001-2010)